# Mimosa pudica
Mimosa pudica, conhecida popularmente por dormideira, sensitiva, dorme-dorme, maria-fecha-a-porta ou não-me-toques (este último nome é compartilhado com outras espécies distantes que não possuem sua característica mais peculiar) é um pequeno arbusto perene da América tropical, pertencente à família das ervilhas (Fabaceae ou Leguminosae).
Este nome é devido à forma como os folíolos das folhas se juntam quando ela é tocada ou exposta ao calor (sismonastia). Essa sensibilidade e movimento das folhas da planta também ocorrem em outras espécies dentro da família das ervilhas, tal como a Neptunia, ou em outras famílias, como o gênero Biophytum na família Oxalidaceae.
Não deve ser confundida com a planta de nome comum mimosa. Esta é de facto a Acacia dealbata – que não é realmente integrante do gênero Mimosa.
Entre variedades da Mimosa pudica distingue-se:
- Mimosa pudica L., 1753.
- Mimosa pudica Mill., 1768.
- Mimosa pudica var. glabrata DC., 1825.
- Mimosa pudica fo. glabrior Benth., 1841.
- Mimosa pudica var. hispida Brenan, 1955.
- Mimosa pudica var. pastoris Barneby, 1991.
- Mimosa pudica var. pudica.
- Mimosa pudica var. tetrandra (Humb. & Bonpl. ex Willd.) DC., 1825.
- Mimosa pudica var. unijuga (Duchass. & Walp.) Griseb., 1857

## Usos
Utiliza-se na medicina popular tanto suas folhas em infuso ou suco (em cataplasmas) como sua raiz. Tem propriedades purgativas sendo tóxica em altas doses. Entre as indicações da medicina popular estão afecções do fígado, prisão de ventre e em gargarejo para inflamações da boca,  garganta e dor de dente ou em cataplasma para reumatismos articulares ou tumores.   Em sua composição já foi isolado o alcalóide mimosina ou leucenol por também ser sido isolado em algumas espécies do gênero Leucaena e verificado que possui propriedades tóxicas a depender da quantidade e interação com bactérias intestinais dos animais alimentados com essa leguminosa (Leucaena glauca Benth.) 

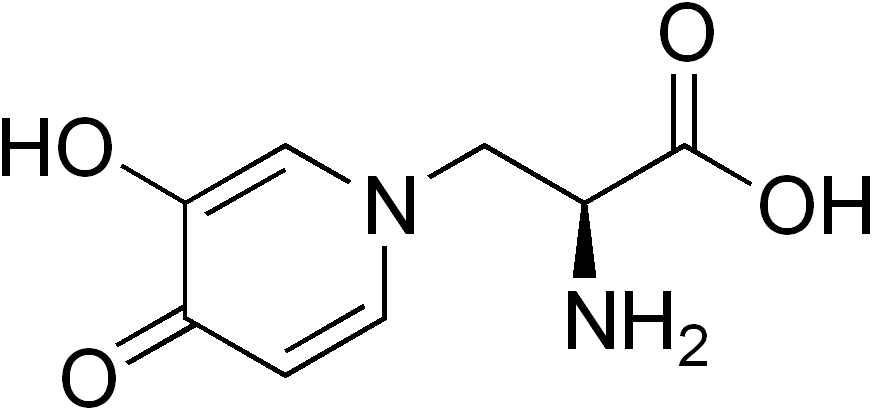
Mimosine
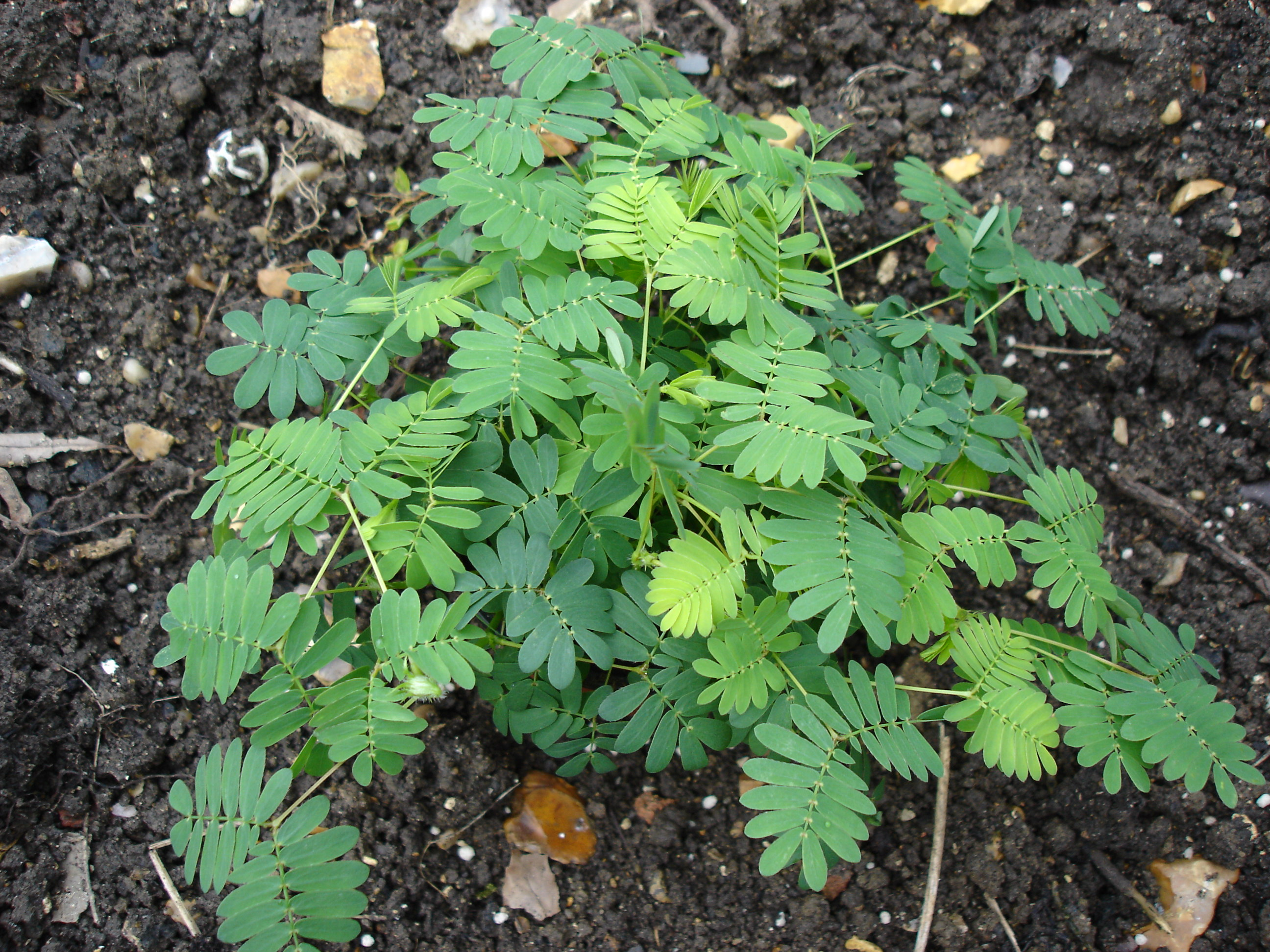
Sensitiva aberta
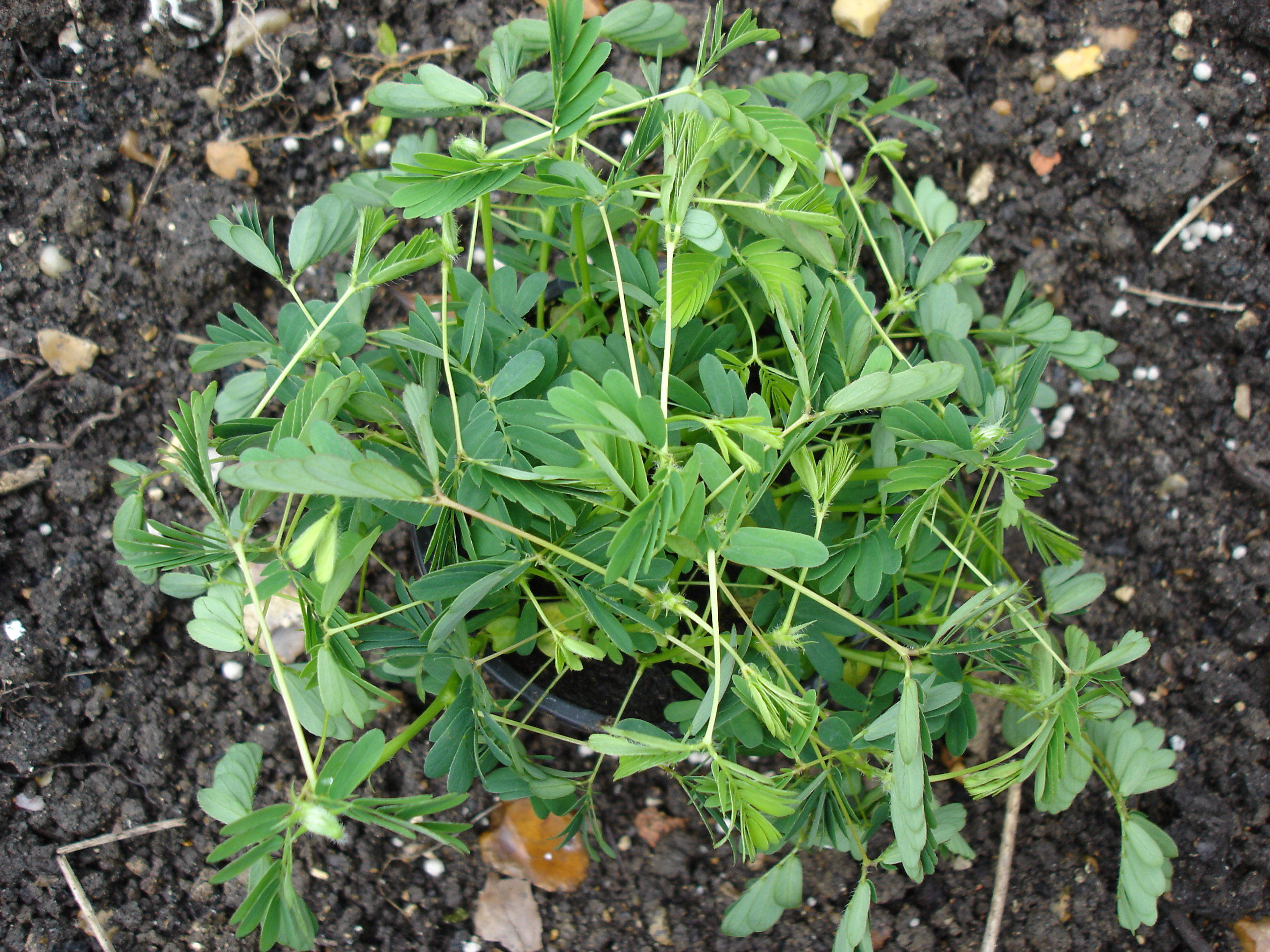
Sensitiva fechada
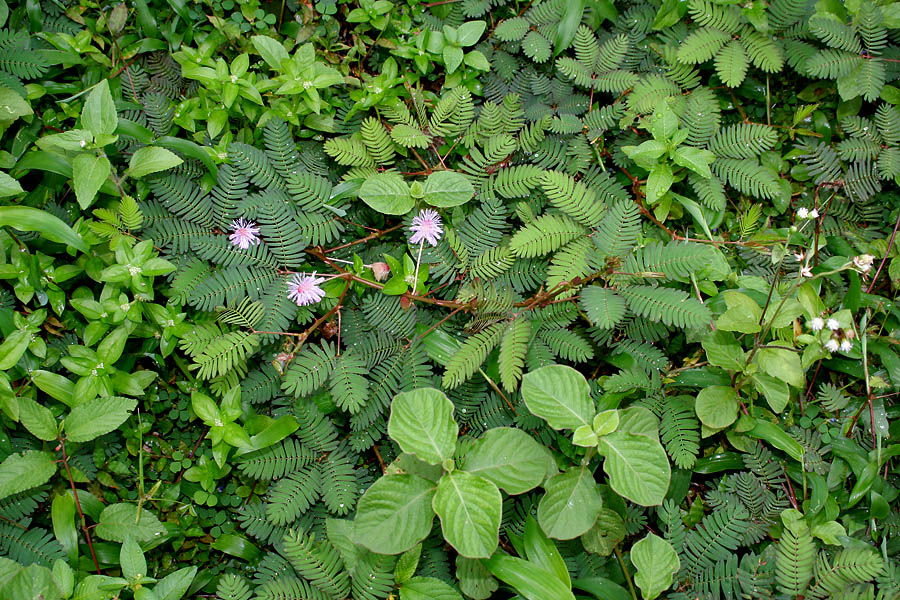
M. pudica de caule rastejante
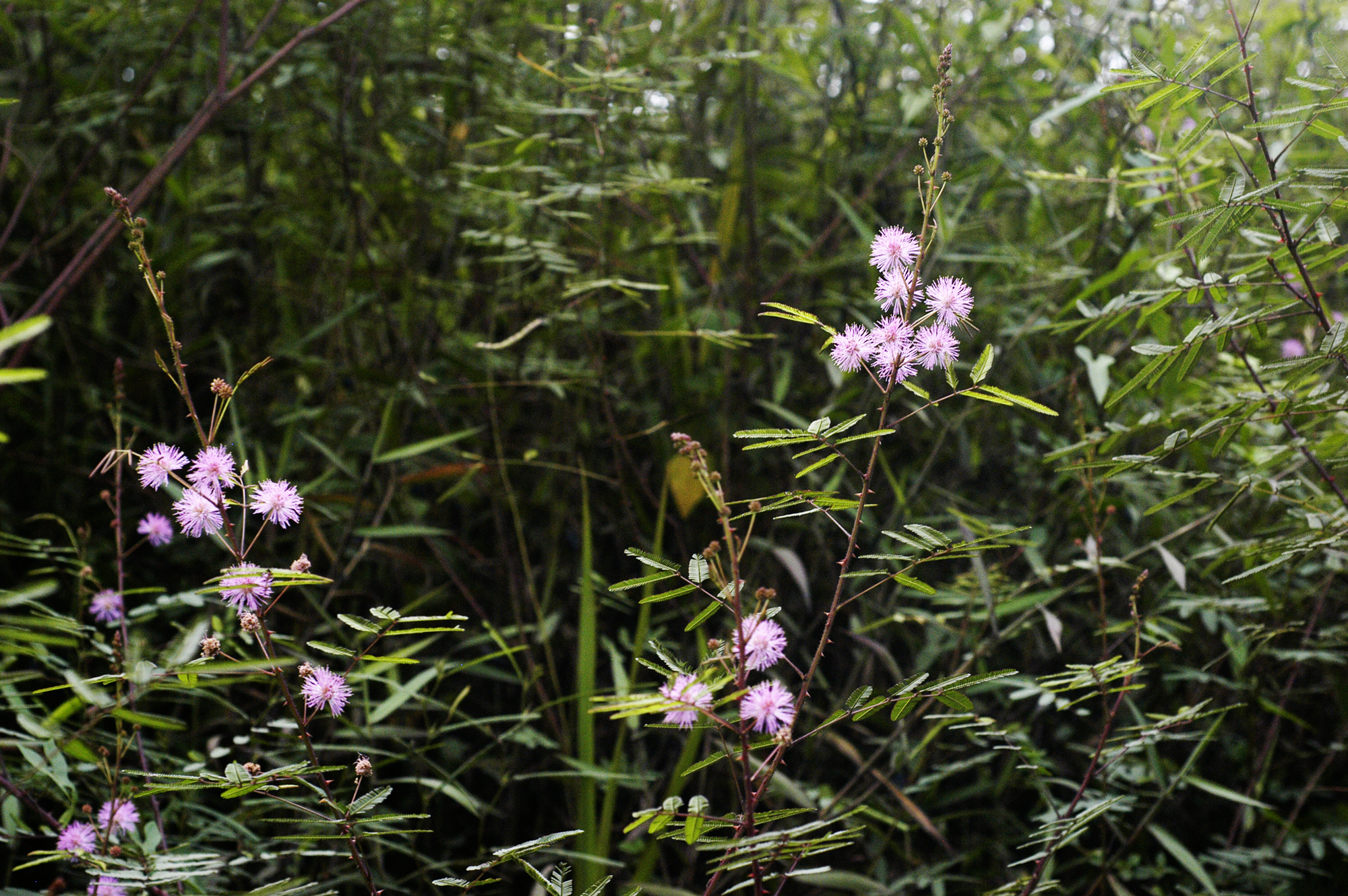
M. pudica de caule erecto
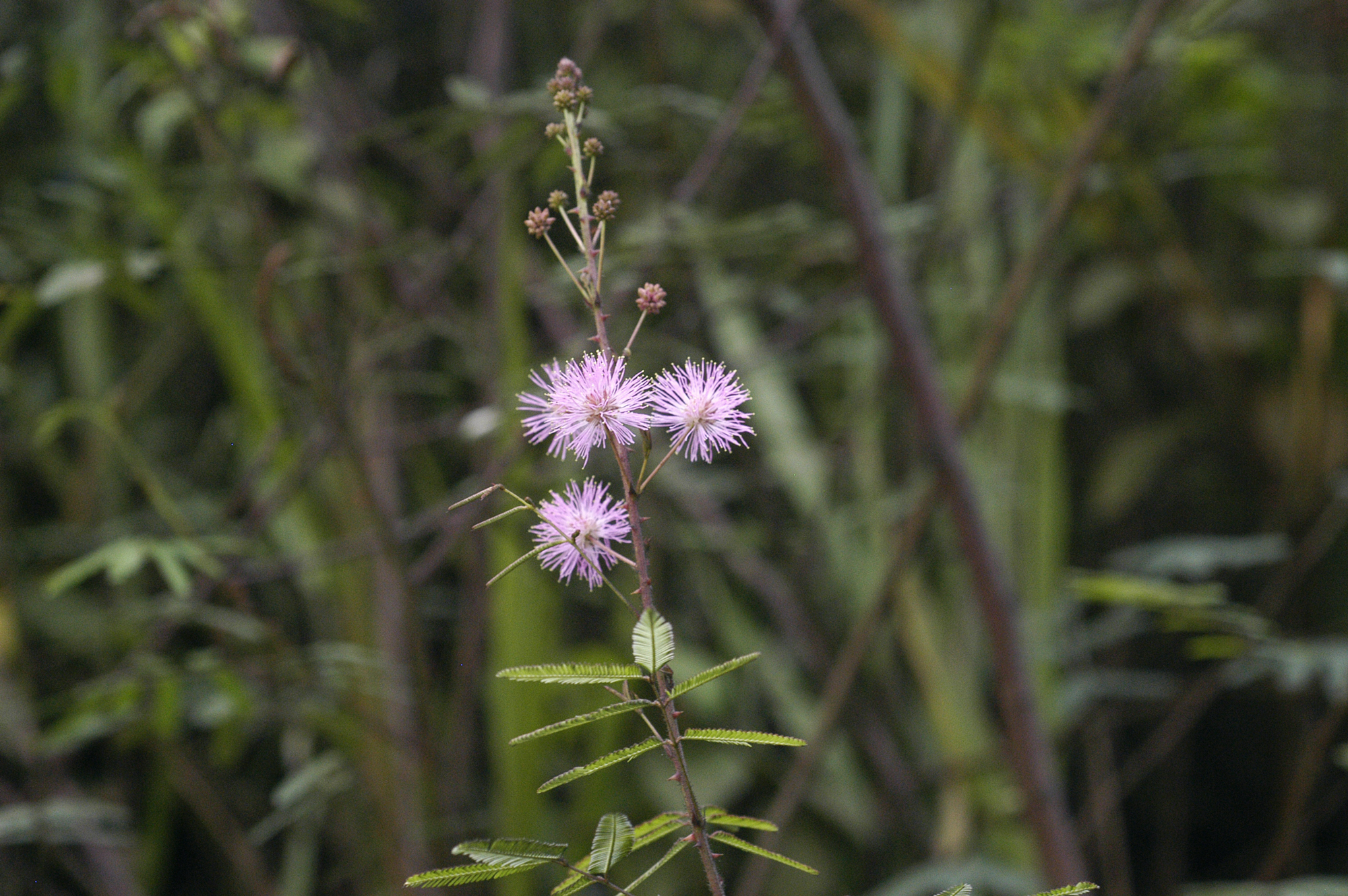
M. pudica, Bahia, Brasil
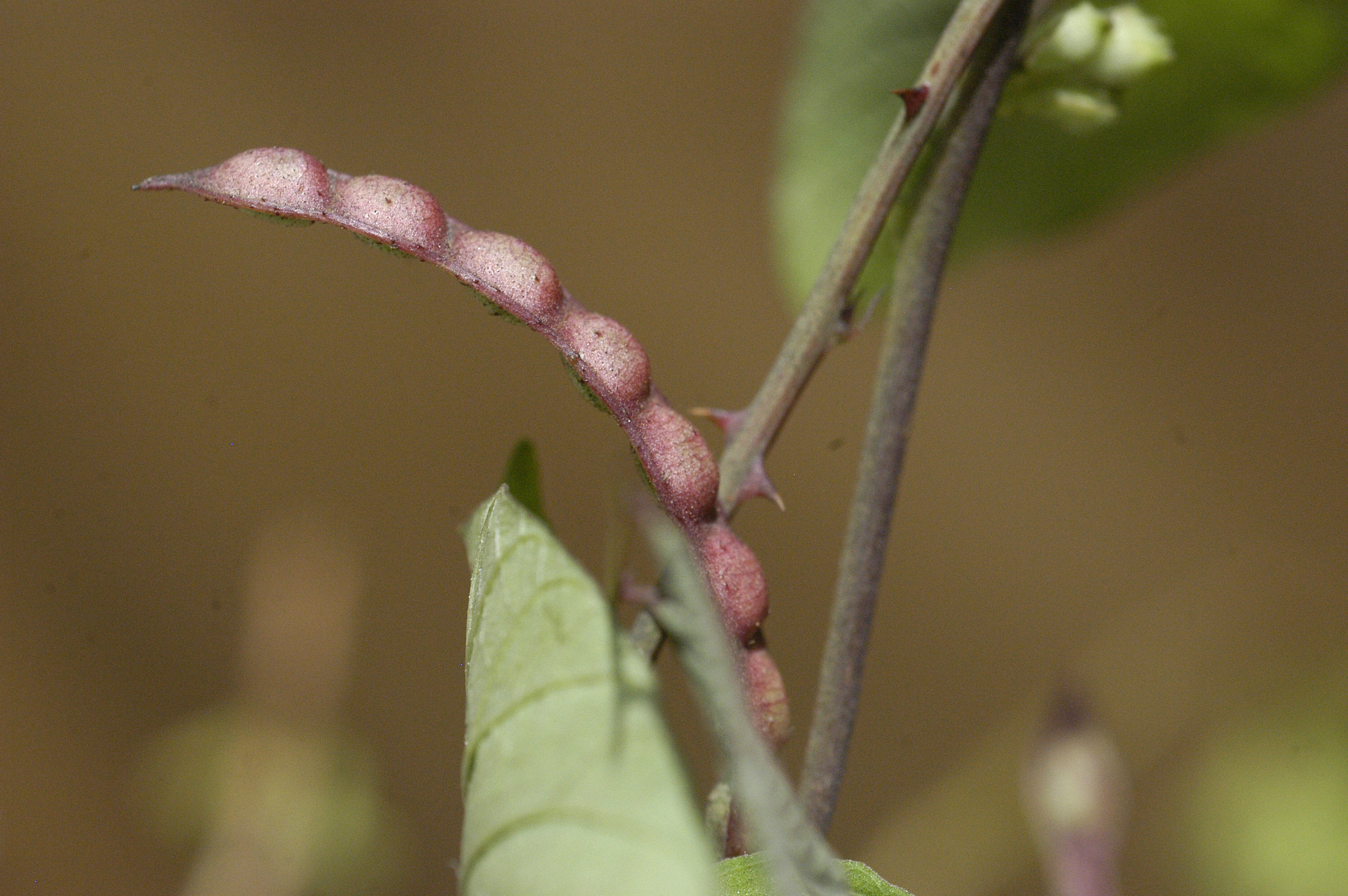
M. Pudica, vagem
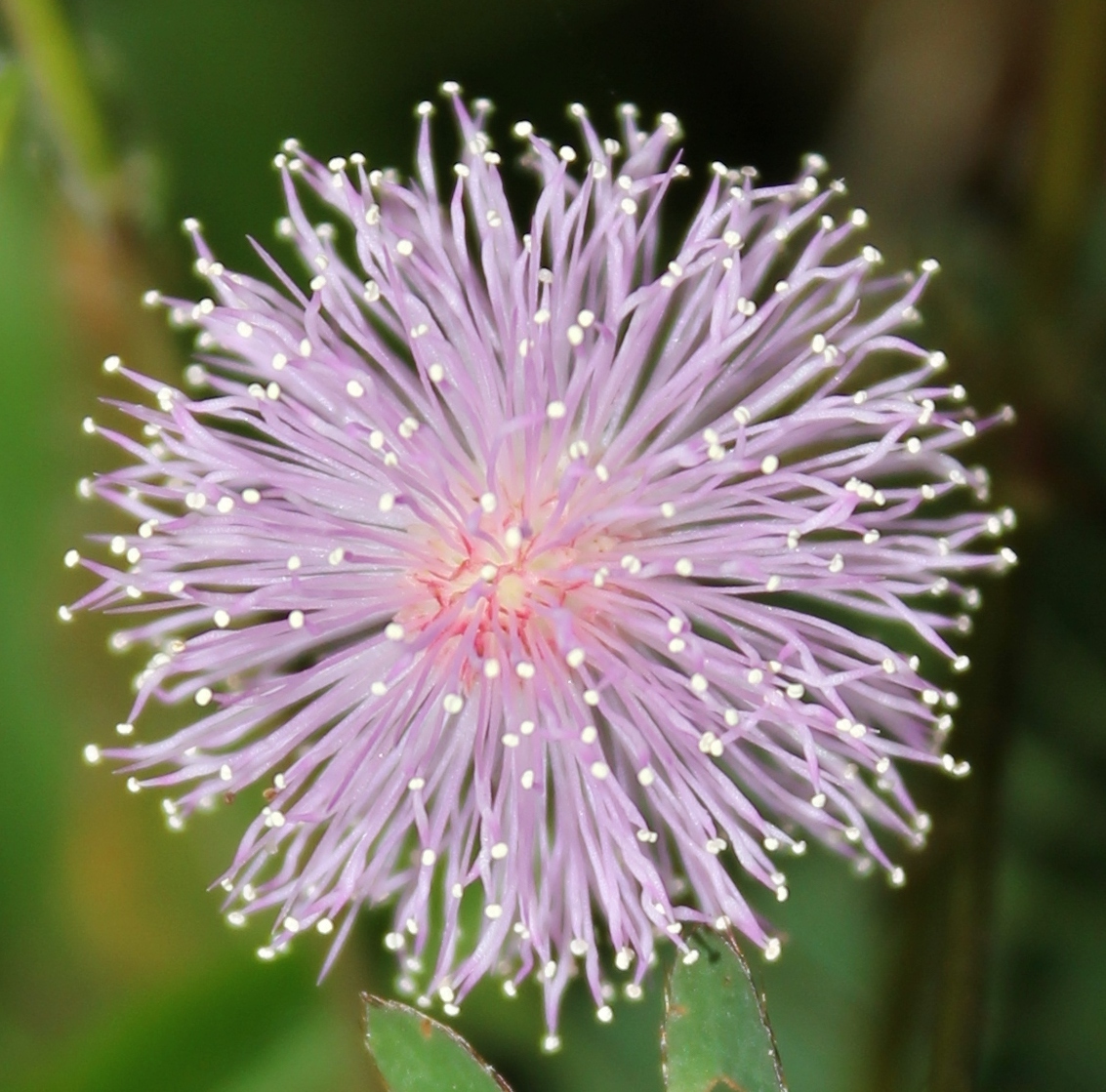
M. pudica Kerala, Índia
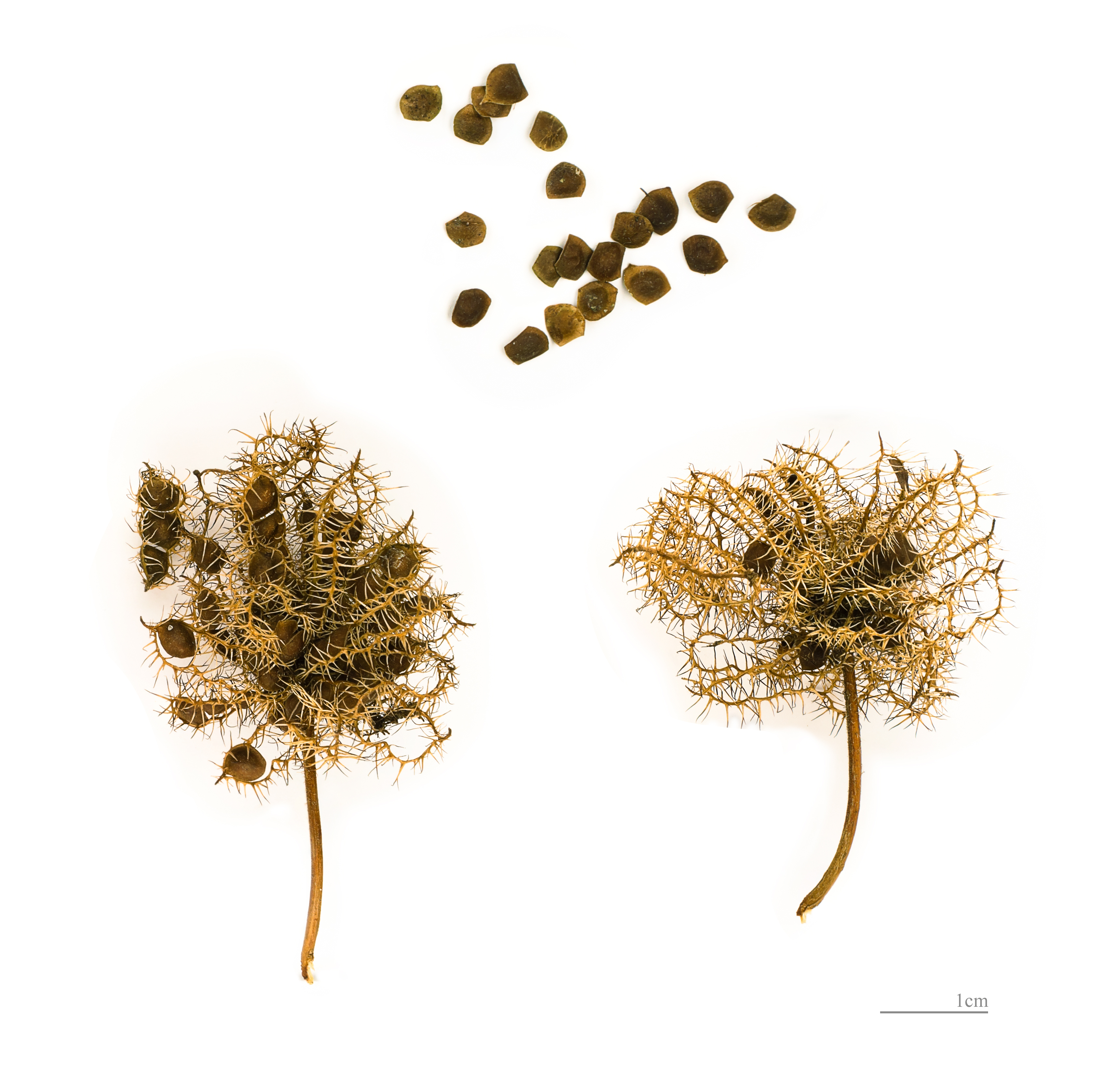
M. pudica, sementes
- Folhas de Mimosa pudica se fechando ao serem tocadas
- Folhas de Mimosa pudica se fechando ao serem tocadas
- Folhas de Mimosa pudica se fechando ao serem tocadas